# Woman (film fra 1918)
Woman er en amerikansk stumfilm fra 1918 af Maurice Tourneur.

## Medvirkende
- Florence Billings
- Warren Cook
- Ethel Hallor - Eve
- Henry West - Adam
- Flore Revalles - Messalina
- Paul Clerget - Claudius
- Diana Allen - Heloise
- Escamillo Fernandez - Abelard